# Philippe Rousselot
Philippe Rousselot (Briey, 1945. szeptember 4. –) Oscar- és BAFTA-díjas francia operatőr.

## Élete és pályafutása
Meurthe-et-Moselle-ben, Lorraine-ben született. Első munkája egy rövidfilm volt 1970-ben, de még ugyanebben az évben sor került a La clair de terre című nagyjátékfilmre is.
Az 1980-as években több alkalommal dolgozott John Boorman brit rendezővel. 1989-ben került sor első kollaborációjára Neil Jordannel, akivel további három ízben működött együtt. 1992-ben Oscar-díjat nyert a Robert Redford által rendezett Folyó szeli ketté című filmen végzett operatőri munkájáért. Korábban kétszer jelölték: a Remény és dicsőség (1987) és a Henry és June (1989) című művekkel hívta fel magára az Akadémia figyelmét. 2007-ben újfent együtt forgatott Redforddal és Jordannel is.
1995-ben tagja volt a cannes-i filmfesztivál zsűrijének.

## Operatőri filmográfia
| Év   | Magyar cím                              | Eredeti cím                                                   | Rendező                   |
| ---- | --------------------------------------- | ------------------------------------------------------------- | ------------------------- |
| 1970 |                                         | Le clair de terre                                             | Guy Gilles (1.)           |
| 1970 |                                         | Un couple d'artistes (rövidfilm)                              | Bruno Gantillon           |
| 1971 |                                         | Côté cour, côté champs (rövidfilm)                            | Guy Gilles (2.)           |
| 1972 |                                         | Absences répétées                                             | Guy Gilles (3.)           |
| 1973 |                                         | La raison du plus fou                                         | François Reichenbach      |
| 1974 |                                         | Histoires d'A                                                 | Charles Belmont (1.)      |
| 1974 | Marielle Issartel                       | Histoires d'A                                                 |                           |
| 1974 |                                         | Il pleut toujours où c'est mouillé                            | Jean-Daniel Simon         |
| 1975 |                                         | Cyrus le violoncelliste (rövidfilm)                           | Fabrice Cazeneuve         |
| 1976 | Vörös plakát                            | L'affiche rouge                                               | Frank Cassenti            |
| 1977 |                                         | Le Couple témoin                                              | William Klein             |
| 1977 |                                         | Pour Clémence                                                 | Charles Belmont (2.)      |
| 1977 |                                         | Paradiso                                                      | Christian Bricout         |
| 1977 |                                         | Pauline et l'ordinateur                                       | Francis Fehr              |
| 1977 |                                         | Je veux mourir dans la patrie de Jean-Paul Sartre (rövidfilm) | Mosco Boucault (1.)       |
| 1977 |                                         | Adom ou Le sang d'Abel                                        | Gérard Myriam Benhamou    |
| 1977 | Mentolos ital                           | Diabolo menthe                                                | Diane Kurys (1.)          |
| 1979 |                                         | La Drôlesse                                                   | Jacques Doillon           |
| 1980 |                                         | Cocktail Molotov                                              | Diane Kurys (2.)          |
| 1980 |                                         | Vive la mariée (rövidfilm)                                    | Patrice Noïa              |
| 1981 | A vidéki lány                           | La Provinciale                                                | Claude Goretta            |
| 1981 | Díva                                    | Diva                                                          | Jean-Jacques Beineix (1.) |
| 1981 |                                         | La Gueule du loup                                             | Michel Léviant            |
| 1982 |                                         | Guy de Maupassant                                             | Michel Drach              |
| 1983 | Holdfény a csatorna felett              | La Lune dans le caniveau                                      | Jean-Jacques Beineix (2.) |
| 1983 |                                         | Des terroristes à la retraite                                 | Mosco Boucault (2.)       |
| 1983 |                                         | Les Voleurs de la nuit                                        | Samuel Fuller             |
| 1983 |                                         | End of the Rainbow (rövidfilm)                                | Laszlo Papas              |
| 1984 | Némó álma                               | Nemo                                                          | Arnaud Sélignac           |
| 1985 |                                         | Night Magic                                                   | Lewis Furey               |
| 1985 | Smaragderdő                             | The Emerald Forest                                            | John Boorman (1.)         |
| 1986 | Thérese története                       | Thérèse                                                       | Alain Cavalier            |
| 1987 | Remény és dicsőség                      | Hope and Glory                                                | John Boorman (2.)         |
| 1988 | A medve                                 | L'Ours                                                        | Jean-Jacques Annaud       |
| 1988 | Veszedelmes viszonyok                   | Dangerous Liaisons                                            | Stephen Frears (1.)       |
| 1989 | Túl szép hozzád                         | Trop belle pour toi                                           | Bertrand Blier (1.)       |
| 1989 | Nem vagyunk mi angyalok                 | We're No Angels                                               | Neil Jordan (1.)          |
| 1990 | Henry és June                           | Henry & June                                                  | Philip Kaufman            |
| 1991 | Kösz, megvagyok!                        | Merci la vie                                                  | Bertrand Blier (2.)       |
| 1991 | A csoda                                 | The Miracle                                                   | Neil Jordan (2.)          |
| 1992 | Folyó szeli ketté                       | A River Runs Through It                                       | Robert Redford (1.)       |
| 1993 | Sommersby                               | Sommersby                                                     | Jon Amiel                 |
| 1993 | Hús és vér                              | Flesh and Bone                                                | Steve Kloves              |
| 1994 | Margó királyné                          | La Reine Margot                                               | Patrice Chéreau           |
| 1994 | Interjú a vámpírral                     | Interview with the Vampire                                    | Neil Jordan (3.)          |
| 1996 | A gonosz csábítása                      | Mary Reilly                                                   | Stephen Frears (2.)       |
| 1996 | Larry Flynt, a provokátor               | The People vs. Larry Flynt                                    | Miloš Forman              |
| 1997 | A kígyó csókja                          | The Serpent's Kiss                                            | Philippe Rousselot        |
| 1999 | Ösztön                                  | Instinct                                                      | Jon Turteltaub            |
| 1999 | Zuhanás                                 | Random Hearts                                                 | Sydney Pollack            |
| 2000 | Emlékezz a Titánokra!                   | Remember the Titans                                           | Boaz Yakin                |
| 2001 | A panamai szabó                         | The Tailor of Panama                                          | John Boorman (3.)         |
| 2001 | A majmok bolygója                       | Planet of the Apes                                            | Tim Burton (1.)           |
| 2002 | Antwone Fisher története                | Antwone Fisher                                                | Denzel Washington (1.)    |
| 2003 | Nagy Hal                                | Big Fish                                                      | Tim Burton (2.)           |
| 2005 | Constantine, a démonvadász              | Constantine                                                   | Francis Lawrence          |
| 2005 | Charlie és a csokigyár                  | Charlie and the Chocolate Factory                             | Tim Burton (3.)           |
| 2007 | A másik én                              | The Brave One                                                 | Neil Jordan (4.)          |
| 2007 | Gyávák és hősök                         | Lions for Lambs                                               | Robert Redford (2.)       |
| 2007 | Érvek és életek                         | The Great Debaters                                            | Denzel Washington (2.)    |
| 2009 | Sherlock Holmes                         | Sherlock Holmes                                               | Guy Ritchie (1.)          |
| 2010 |                                         | Peacock                                                       | Michael Lander            |
| 2011 | Larry Crowne                            | Larry Crowne                                                  | Tom Hanks                 |
| 2011 | A papagáj                               | A Bird of the Air                                             | Margaret Whitton          |
| 2011 | Sherlock Holmes 2. – Árnyjáték          | Sherlock Holmes: A Game of Shadows                            | Guy Ritchie (2.)          |
| 2013 | Lenyűgöző teremtmények                  | Beautiful Creatures                                           | Richard LaGravenese       |
| 2016 | Rendes fickók                           | The Nice Guys                                                 | Shane Black               |
| 2016 | Legendás állatok és megfigyelésük       | Fantastic Beasts and Where to Find Them                       | David Yates (1.)          |
| 2018 | Legendás állatok: Grindelwald bűntettei | Fantastic Beasts: The Crimes of Grindelwald                   | David Yates (2.)          |
| 2021 | Bűntudat nélkül                         | Without Remorse                                               | Stefano Sollima           |
| 2022 | Fenevad                                 | Beast                                                         | Baltasar Kormákur         |

## Fontosabb díjak és jelölések
Oscar-díj
| Év   | Kategória        | Jelölt mű          | Eredmény |
| ---- | ---------------- | ------------------ | -------- |
| 1987 | legjobb operatőr | Remény és dicsőség | Jelölve  |
| 1990 | legjobb operatőr | Henry és June      | Jelölve  |
| 1992 | legjobb operatőr | Folyó szeli ketté  | Elnyerte |

BAFTA-díj
| Év   | Kategória        | Jelölt mű             | Eredmény |
| ---- | ---------------- | --------------------- | -------- |
| 1985 | legjobb operatőr | Smaragderdő           | Jelölve  |
| 1987 | legjobb operatőr | Remény és dicsőség    | Jelölve  |
| 1989 | legjobb operatőr | A medve               | Jelölve  |
| 1989 | legjobb operatőr | Veszedelmes viszonyok | Jelölve  |
| 1994 | legjobb operatőr | Interjú a vámpírral   | Elnyerte |

American Society of Cinematographers
| Év   | Kategória                                    | Jelölt mű             | Eredmény |
| ---- | -------------------------------------------- | --------------------- | -------- |
| 1988 | kiemelkedő operatőri teljesítmény (mozifilm) | Veszedelmes viszonyok | Jelölve  |
| 1989 | kiemelkedő operatőri teljesítmény (mozifilm) | Túl szép hozzád       | Jelölve  |
| 1992 | kiemelkedő operatőri teljesítmény (mozifilm) | Folyó szeli ketté     | Jelölve  |
| 2017 | ASC International Award                      | –                     | Elnyerte |

César-díj
| Év   | Kategória        | Jelölt mű                  | Eredmény |
| ---- | ---------------- | -------------------------- | -------- |
| 1981 | legjobb operatőr | Díva                       | Elnyerte |
| 1983 | legjobb operatőr | Holdfény a csatorna felett | Jelölve  |
| 1986 | legjobb operatőr | Thérese története          | Elnyerte |
| 1988 | legjobb operatőr | A medve                    | Jelölve  |
| 1989 | legjobb operatőr | Túl szép hozzád            | Jelölve  |
| 1994 | legjobb operatőr | Margó királyné             | Elnyerte |

British Society of Cinematographers
| Év   | Kategória        | Jelölt mű             | Eredmény |
| ---- | ---------------- | --------------------- | -------- |
| 1987 | legjobb operatőr | Remény és dicsőség    | Elnyerte |
| 1988 | legjobb operatőr | Veszedelmes viszonyok | Jelölve  |
| 1994 | legjobb operatőr | Interjú a vámpírral   | Elnyerte |

National Society of Film Critics
| Év   | Kategória        | Jelölt mű          | Eredmény |
| ---- | ---------------- | ------------------ | -------- |
| 1981 | legjobb operatőr | Díva               | Elnyerte |
| 1987 | legjobb operatőr | Remény és dicsőség | Elnyerte |

Cannes-i fesztivál
| Év   | Kategória   | Jelölt mű      | Eredmény |
| ---- | ----------- | -------------- | -------- |
| 1997 | Arany Pálma | A kígyó csókja | Jelölve  |